# Graphania ludibunda
Graphania ludibunda là một loài bướm đêm trong họ Noctuidae.